# Da Jiang
Da Jiang (chino tradicional: 大將, chino simplificado: 大将) (traducido: Gran General) fue un rango conferido en 1955 a diez líderes veteranos del Ejército Popular de Liberación (EPL). Nunca fue restaurado este rango de nuevo y fue abolido en 1965 junto con los otros rangos en el EPL. Se lo consideró equivalente al rango soviético de Генерáл áрмии (General armii, General de Ejército) y generalmente se lo considera un rango de cinco estrellas, aunque su insignia en sí tenía sólo cuatro.
Cuando los rangos se volvieron a introducir en 1988, al rango equivalente a Da Jiang se le dio un nombre distinto: el de Yi Ji Shang Jiang (一级上将), quizá con el fin de diferenciarlo de la clasificación de los titulares de los diez originales. En cualquier caso, a nadie se le fue conferido alguna vez este nuevo rango y fue suprimido en 1994.
- Su Yu (粟裕)
- Xu Haidong (徐海东)
- Huang Kecheng (黄克诚)
- Chen Geng (陈赓)
- Tan Zheng (谭政)
- Xiao Jingguang (萧劲光)
- Zhang Yunyi (张云逸)
- Luo Ruiqing (罗瑞卿)
- Wang Shusheng (王树声)
- Xu Guangda (许光达)

- Datos: Q839253
- Multimedia: Colonel Generals of the People's Liberation Army (China) / Q839253